# Philip von Bippen
Philip von Bippen, född 1704, död 7 januari 1766 i Stockholm, var en svensk-pommersk grosshandlare. Han grundade handelshuset von Bippen, som senare kom att kallas Lüning & von Bippen. von Bippen fick burskap i Stockholm 1732.
von Bippen gifte sig den 20 november 1734 med Christina Hardt. I äktenskapet föddes flera barn, bland vilka märks kommersrådinnan Maria Ulrika von Bippen, gift i släkten Hebbe, som förenades i äktenskap med Simon Bernhard Hebbe.